# Sicus nigritarsis
Sicus nigritarsis är en tvåvingeart som beskrevs av Zimina 1975. Sicus nigritarsis ingår i släktet Sicus och familjen stekelflugor. Inga underarter finns listade i Catalogue of Life.